# Stadion im. Gjorgji’ego Kyçyku
Stadion im. Gjorgji’ego Kyçyku (alb. Stadiumi Gjorgji Kyçyku) – stadion sportowy w Pogradcu, w Albanii. Może pomieścić 6000 widzów. Swoje spotkania rozgrywa na nim drużyna KS Pogradeci.